# ストライプドバス
ストライプドバス Morone saxatilis はモロネ科に分類される魚。別名ストライパーまたは、シマスズキ（縞鱸）。河川から海岸近くに生息する大型の肉食魚で、釣りの対象魚として人気がある。ストライプトバスとも書かれる。「バス」と付くが、ブラックバスとは科が異なり、近縁種ではない。

## 生物的特徴
全長は最大で2m。体は紡錘形に近い。体色は背中側が暗色で、体側から腹部にかけて銀白色をしている。体側には数本の縦縞がある。鱗の手触りがシーバスに似ているといわれる。
北米の大西洋岸に分布する。大型の個体は餌と適水温を求めて夏季にはメイン州沿岸、そして冬季にはノースカロライナ州沿岸へと比較的規則的な回遊を行うが、群れから外れた行動を取る個体も珍しくない。肉食性で、小魚や甲殻類等を捕食する。夜になると水面近くで活発に餌となる小魚を捕食する姿が見られる。
産卵期は春で、大型河川下流の淡水域へ遡上し産卵を行う。仔稚魚は河口域で成育し、その後河川内淡水域から沿岸海域まで広く生息する。
淡水域への適応性は高く、人造湖に陸封された個体群もみられる。アメリカ各地では湖への放流も盛んである。
近年では北米太平洋岸にも放流され、定着している。
なお、日本では2006年2月に特定外来生物に指定されている。